# Élie Lefranc
Élie Lefranc (* 4. Juni 1932 in Guerville (Seine-Maritime)) ist ein ehemaliger französischer Radrennfahrer.

## Sportliche Laufbahn
Lefranc war im Straßenradsport aktiv. Er begann mit dem Radsport beim Véloce Club Eudois et Breslois. Er gewann viermal das Maillot des As. Lefranc blieb bis 1989 in verschiedenen Altersklassen aktiv. 1958 wurde er Unabhängiger und wurde in der Tour du Nord hinter Joseph Wasko Zweiter. Dabei holte er einen Etappensieg. 1959 kam er auf den dritten Platz in diesem Etappenrennen. In seiner Karriere kam er alterklassenübergreifend auf rund 500 Siege. 
1963 startete er in der Internationalen Friedensfahrt und kam auf den 60. Rang.